# Tesfaye Gebre Kidan
Tesfaye Gebre Kidan (¿1935? - 2 de junio de 2004) fue un general etíope que fue Presidente de Etiopía durante una semana a finales de mayo de 1991.
Tesfaye era un estudiante en Holetta Academia Militar, donde conoció a Mengistu Haile Mariam, de acuerdo con Gebru Tareke, junto con Legesse Asfaw y Gebreyes Wolde Hana Tesfaye era parte del círculo íntimo de Mengistu, su "amigos Mengistu conocía más íntimamente en menos apremiantes veces, los hombres que jugó y bebimos con él y estuvo a su lado durante los días sangrientos entre facciones del Derg." Mientras que era coronel, Tesfaye fue miembro del Derg, el comité militar que tomó el poder del emperador Haile Selassie, y que más tarde haría ordenar las ejecuciones de sus funcionarios y al parecer el asesinato del emperador depuesto por él mismo. Tuvo éxitos militares en Somalia y Eritrea, en particular como comandante de las fuerzas en torno a Jijiga durante la guerra de Ogaden.
- Datos: Q1368337